# Cincuenta sombras de Grey
Cincuenta sombras de Grey (en inglés: Fifty Shades of Grey) es una novela de la autora británica E. L. James del año 2011. Narrada en gran medida en Seattle, es la primera entrega de una hexalogía que describe la relación entre una recién graduada de la universidad, Anastasia Steele, y el joven magnate de negocios Christian Grey. Se destaca por sus escenas eróticas explícitas con elementos de prácticas sexuales BDSM (bondage/disciplinamiento, dominación/sumisión y sadismo/masoquismo).
El segundo, el tercer, el cuarto, el quinto y el sexto libro se titulan respectivamente, Cincuenta sombras más oscuras, Cincuenta sombras liberadas, Grey, Más Oscuro y Liberado. Cincuenta sombras de Grey ha encabezado las listas de los superventas en todo el mundo, incluyendo el Reino Unido y los Estados Unidos. La serie ha vendido 31 millones de copias en todo el mundo, y los derechos del libro han sido vendidos en 37 países, estableciendo el récord como la edición de bolsillo de ventas más rápida de todos los tiempos, superando a la serie de Harry Potter. La novela ha conseguido críticas mixtas. En España, el primer libro de la saga traducido al español salió a la venta el 6 de junio de 2012, impreso por la editorial Grijalbo, y los dos siguientes se publicaron el 4 de julio del mismo año.
En 2015 la directora Sam Taylor-Wood adaptó cinematográficamente la novela.

## Argumento
Cincuenta sombras de Grey narra la historia de Anastasia «Ana» Steele, una joven estudiante, que cursa la carrera de Literatura en la Universidad de Washington, y que vive con su mejor amiga, Katherine «Kate» Kavanagh, quien escribe para el periódico estudiantil de su universidad. Debido a un resfriado, Katherine persuade a Ana para que tome su lugar en la entrevista que le haría a Christian Grey, un joven empresario de veintisiete años, apuesto y exitoso. Ana se ve atraída inmediatamente por él, pero también lo encuentra intimidante. Como resultado, la entrevista no sale del todo bien y le deja a Grey una mala impresión —o al menos eso es lo que ella cree—. Ana trata de consolarse a sí misma con la idea de que lo más probable es que no lo volverá a ver. Sin embargo, se sorprende cuando Grey aparece en la ferretería donde ella trabaja. Durante la compra de varios artículos, incluyendo ataduras de cables y cuerdas, Ana le informa a Grey que Katherine quiere fotografías de él para el artículo. Grey le da a Ana su número de teléfono, lo que hace pensar a Ana que ella le gusta. Katherine presiona a Ana para que llame a Grey y organice una sesión de fotos con su amigo el fotógrafo José Rodríguez.
Al día siguiente, José, Katherine y Ana llegan al hotel donde Grey está hospedado, la sesión de fotos se lleva a cabo y Grey invita a Ana a tomar un café. Ambos hablan sobre sus vidas y Grey le pregunta a Ana si está saliendo con alguien, específicamente con José. Ana responde que no está saliendo con nadie. Después Grey le pregunta sobre su familia. Durante la conversación, Ana se entera de que Grey es soltero, pero que no es el tipo de hombre de «flores y corazones». Esto intriga a Ana, sobre todo después de que él la rescata de la trayectoria de un ciclista que estuvo a punto de atropellarla. Sin embargo, Ana cree que no es lo suficientemente atractiva para Grey, como sí lo es su amiga Katherine.
Después de terminar sus exámenes, Ana recibe un paquete de Grey, que contiene los tres volúmenes de las primeras ediciones de Tess, la de los d'Urberville, lo que la aturde. Esa noche Ana va a beber con sus amigos, termina emborrachándose y marcando a Grey por teléfono para preguntarle por qué le envió los libros, pero él no le responde y le informa que va a ir a recogerla debido a su estado de ebriedad. Ana sale a tomar aire fresco, entonces José intenta besarla a la fuerza y es interrumpido por Grey. Ana accede a que Grey la lleve a casa, pero antes descubre que su amiga Katherine ha estado coqueteando con el hermano de Grey, Elliot. Al despertarse a la mañana siguiente, Ana se halla en la habitación de hotel de Grey, quien la reprende por no cuidarse adecuadamente. Grey entonces revela que le gustaría tener relaciones sexuales con ella, para después mencionar que debe llenar el papeleo antes de que algo suceda; sin embargo, cuando ella sube al ascensor, él la besa.
Anastasia va a su cita con Grey, quien pilota su helicóptero, Charlie Tango, hasta su apartamento en Seattle. Una vez allí, Grey insiste en que firme un acuerdo de confidencialidad que le prohíba hablar de lo que hagan juntos, lo que Ana se compromete a firmar. También menciona otros documentos, pero primero la lleva a una habitación llena de juguetes BDSM y otros equipos. Allí Grey le informa que el segundo contrato será uno de dominación y sumisión y que no habrá relación romántica, solo una relación sexual. El contrato incluso prohíbe a Ana tocar a Grey o hacer contacto visual con él. Cuando Grey le está explicando esto, Ana le confiesa que es virgen y él se compromete a tomar su virginidad sin obligarla a firmar el contrato y después tienen relaciones sexuales.
A la mañana siguiente, Ana y Grey tienen una vez más relaciones sexuales, solo que son interrumpidos por la madre de Grey, quien llega momentos después de su encuentro sexual. Su madre se sorprende al ver a Ana ahí, ya que daba por sentado que Grey era homosexual, porque nunca lo había visto con una mujer. Más tarde Christian lleva a Anastasia a comer, donde le revela que perdió su virginidad a los quince años con una de las amigas de su madre y que sus anteriores «relaciones» dominante/sumisas fracasaron debido a la incompatibilidad. Planean reunirse de nuevo y Grey lleva a Ana a su casa, donde descubre varias ofertas de empleo y admite a Katherine que ella y Grey han tenido relaciones sexuales.
En los días siguientes, Ana recibe varios paquetes de Grey. Estos incluyen un ordenador portátil para que los dos se puedan comunicar a través de correos electrónicos, ya que Ana nunca antes ha tenido una computadora personal, y un moderno teléfono celular; todo esto es parte del contrato dominante/sumisa. Ana y Grey intercambian correos electrónicos, donde Ana se burla de él y le indica que hay varias partes en el contrato que no quiere aceptar, como por ejemplo, comer solamente alimentos de una lista específica. Ana más tarde se reúne con Grey para discutir el contrato, y se abruma por todo lo que rodea al BDSM y por el hecho de mantener una relación exclusivamente sexual con Grey que no es romántico por naturaleza. Debido a estos sentimientos Ana deja a Grey y no lo vuelve a ver hasta su graduación de la universidad, donde es un orador invitado. Es en este momento cuando Ana está de acuerdo en firmar el contrato de confidencialidad.
Ana y Grey, una vez más se reúnen para discutir el contrato, donde tratan los límites infranqueables de Ana. Esa misma noche, Ana recibe por primera vez un castigo de Grey, lo que los deja a ambos seducidos y un poco confundidos por la interacción. Esta confusión se agrava por los regalos espléndidos de Grey y por el hecho de que la lleva a conocer a su familia. A pesar de esto, los dos continúan con el plan, aunque Ana no ha firmado todavía el contrato. Después de conseguir un trabajo en Seattle Independent Publishing, Ana se ve más presionada por las restricciones del acuerdo de no divulgación y la compleja relación con Grey.
La tensión entre la pareja llega a un punto en el que Ana le pide a Grey que la castigue con el fin de mostrarle cuan extrema podría ser una relación BDSM. Grey cumple la petición de Ana, golpeándola con un cinturón, solo para que Ana se dé cuenta de que los dos son incompatibles. Devastada, finalmente Ana deja a Grey y regresa al apartamento que comparte con Katherine.

## Aspecto y Descripción
Anastasia: se la describe como una chica tímida pero que a veces es muy extrovertida y divertida, además de hacer comentarios ingeniosos es considerada muy inteligente.
Posee hermosos ojos azules y cabello castaño. «Además menciona que tiene una diosa interior que sería sus deseos más profundos y una conciencia que la ayuda a pensar mejor sus elecciones y deseos.»
Christian: es alto, delgado y ancho de hombros, con el cabello de un color cobre oscuro e intenso, ojos grises brillantes. Se mantiene en forma haciendo kickboxing.

## Libros adicionales a la historia
El 1 de junio de 2015, Erika L. anunció en sus redes sociales la publicación de un nuevo libro de la trilogía de Cincuenta sombras: se trata de Grey, la historia contada desde el punto de vista de Christian Grey, el protagonista masculino. Su publicación en inglés original fue el 18 de junio de 2015, y posteriormente se publicó en diferentes idiomas y se distribuyó por el resto del mundo.
En adición a ello el 28 de noviembre de 2017 se publicó "Más oscuro" la segunda parte de esta tan famosa novela erótica contada a través de los ojos de Christian Grey; cabe mencionar que en diversas publicaciones se le criticó demasiado a la autora ya que en estos dos ejemplares mostraba una parte del protagonista un tanto sexista, y como era de esperarse a algunos de los fanes no les agradó.
De igual manera, el 1 de junio del 2021 fue lanzado "Liberado", la tercera parte de la historia narrada desde la perspectiva de Christian Grey; con esta última novela, se le fue dado fin a la hexalogía Cincuenta Sombras.

## Historia
La hexalogía de Cincuenta sombras fue desarrollada a partir de un fanfiction de Crepúsculo. titulado originalmente Master of the Universe (Amo del Universo) y publicado por episodios en los sitios web de fanfiction bajo el seudónimo de "Snowqueen's Icedragon". El relato contaba con personajes que llevaban los nombres de los personajes que Stephenie Meyer creó para Crepúsculo, Edward Cullen y Bella Swan. Después de que surgieran varios comentarios acerca de la naturaleza sexual del material, James eliminó la historia de los sitios web de fanfiction y la publicó en su propia página web, FiftyShades.com. Más tarde volvió a escribir Master of the Universe como un relato original, en el que renombró los personajes principales con los nombres Christian Grey y Anastasia Steele, y lo eliminó de su sitio web antes de su publicación. En una entrevista para MTV, Meyer comentó sobre la serie que: «en realidad no es mi género, no es lo mío [...] Bueno, lo está haciendo bien. ¡Es genial!».
Esta versión mejorada y ampliada de Master of the Universe se dividió en tres partes. El primer libro, titulado Cincuenta sombras de Grey, fue lanzado a la venta como libro electrónico y como libro de bolsillo de impresión bajo demanda en mayo de 2011 por The Writers' Coffee Shop, una editorial virtual, con sede en Australia. El segundo libro, Cincuenta sombras más oscuras, fue publicado en septiembre de 2011, y el tercer libro, Cincuenta sombras liberadas, en enero de 2012. The Writers' Coffee Shop tenía un presupuesto de mercadeo restringido y confió la publicidad en gran medida a blogs de libros, pero las ventas de la novela se vieron impulsadas por la recomendación de boca a boca.
La naturaleza erótica del libro y la percepción de que su base demográfica de lectores estaba conformada en gran parte por mujeres casadas mayores de treinta, llevó a que el libro sea tildado como «porno para mamás» por algunas agencias de noticias. Sin embargo, el libro también ha sido popular entre las adolescentes y mujeres universitarias.
Con el lanzamiento del tercer libro en enero de 2012, los noticiarios en los Estados Unidos habían comenzado a informar sobre la trilogía de Cincuenta sombras como un ejemplo de mercadotecnia viral y del aumento de la popularidad de la literatura erótica femenina, atribuyendo su éxito a la naturaleza discreta de los dispositivos de lectura electrónica. Debido al creciente interés por la saga, los derechos de la trilogía de Cincuenta sombras fueron adquiridos por Vintage Books para el relanzamiento en una edición nueva y revisada en abril de 2012.

## Recepción
La novela Cincuenta sombras de Grey obtuvo reseñas mixtas por parte de la crítica. La profesora de la Universidad de Princeton, April Alliston, dijo: «Aunque no es una obra de arte literaria, Cincuenta sombras es más que un fanfiction basado en la serie de vampiros Crepúsculo». La revista Entertainment Weekly calificó al libro con una «B+» y lo elogió por ser «[...] único en su clase». Jenny Colgan de The Guardian escribió: «Es alegre, fácil de leer, tan dulce y seguro como el BDSM (bondage, disciplina, sadismo y masoquismo) erótico sin contravenir la ley de designaciones comerciales» y también elogió el libro por ser «más agradable que otros» libros de literatura erótica. Sin embargo, The Daily Telegraph criticó el libro como un: «empalagoso cliché», pero también escribió que la política sexual en Cincuenta sombras de Grey tendrá lectoras «discutiéndolo en los próximos años». Sonya Sorich, del periódico Ledger-Enquirer, describió el libro como un placer pecaminoso y escapista, «pero también se refiere a un aspecto de la existencia femenina [la sumisión femenina]. Y el reconocimiento de este hecho —incluso apreciarlo— no debería ser un motivo de culpa». Christine Sheehy, de The New Zealand Herald, afirmó que el libro no «va a ganar ningún premio por su prosa» y que «hay algunas descripciones sumamente atroces», pero que también es de lectura fácil y si el lector puede «postergar su incredulidad y su deseo —si se me permite la expresión— de dar una bofetada a la heroína por tener tan poco respeto por sí misma, es posible que lo disfrute».
Jenee Osterheldt, de The Columbus Dispatchbut, también criticó el libro, pero afirmó que: «A pesar de la prosa anticuada, James provoca dar vuelta a la página». Jessica Napier, de Metro News Canada, escribió que «fue una tortura soportar 500 páginas de diálogo interno de esta heroína, y no de la forma atractiva que se preveía» Jessica Reaves, del Chicago Tribune, escribió que: «el texto original no es gran literatura», y señaló que la novela está «salpicada abundante y repetitivamente con frases estúpidas», y la describió como «deprimente». El libro también ha sido criticado por el uso de modismos ingleses que, sintácticamente, presentan una desconexión con la voz estadounidense de la protagonista, lo que pone a prueba al diálogo.
La socióloga israelí Eva Illouz analiza el libro en su estudio Erotismo de autoyuda y se pregunta cómo es posible que se haya difundido tanto una obra que “contiene muestras de la peor escritura que he visto nunca” y presenta de modo favorable el sadomasoquismo y el sometimiento de la mujer. Su hipótesis es que sintoniza con tendencias muy promovidas en la sociedad occidental, como la reducción de la sexualidad al objeto de consumo o la creencia de que la satisfacción o el éxito –sexual en este caso– se consigue aplicando recetas (la base de la literatura de autoayuda).. La filóloga Carmen Fragero concluye que " Fifty Shades of Grey es una novela popular y, como tal, continúa perpetuando los códigos estereotipados […]. No consigue, pues, individualizarse como creación literaria única de entre la masa homogénea de novelas populares que le preceden. Contiene unos patrones comunes que reconfortan a un lector que busca evadirse de la realidad por medio de una lectura fácil. La novela no presenta “vacíos de información” que posibiliten al lector desplazarse a espacios abiertos, lúdicos y connotativos".

## Controversias

### Origen comofanfiction
Cincuenta sombras de Grey ha sido criticado debido a su origen como un fanfiction basado en las novelas de Twilight y algunos lectores presagiaron problemas de derechos de autor por esta conexión. Amanda Hayward de The Writer's Coffee Shop respondió a estas afirmaciones señalando que Cincuenta sombras de Grey «guarda poca semejanza con Crepúsculo» y que «Crepúsculo y Cincuenta sombras son mundos aparte». En abril de 2012, E. L. James fue catalogada como una de las «cien personas más influyentes del mundo» por la revista Time, Richard Lawson, de The Atlantic criticó su inclusión en la lista debido a los inicios de la trilogía como un fanfiction.

### Representación de BDSM
Según algunos críticos, tanto las películas como los libros tratan a la mujer como un "mero objeto solo para el placer"; además de deformar el concepto original de BDSM.

### Prohibición en las bibliotecas públicas del condado de Brevard
En marzo de 2013, algunas bibliotecas públicas en el condado de Brevard, Florida, eliminaron las copias de Cincuenta sombras de Grey de sus estantes, alegando que no cumplían con los criterios de selección de su sucursal y que las reseñas del libro habían sido mediocres. Un representante de las bibliotecas dijo que era por el contenido sexual del libro y expresó que otras bibliotecas se habían negado a comprar las copias para sus sucursales. Deborah Caldwell-Stone de American Library Association, comentó que: «Si la única razón para no seleccionar un libro es porque su contenido es desagradable, pero existe una alta demanda por parte del público, es cuestionable si se está siendo justo. En una biblioteca pública por lo general es muy poco lo que impediría a un libro estar en los estantes si hay una demanda de información». Las bibliotecas públicas del condado de Brevard más tarde pusieron los ejemplares a disposición de sus clientes debido a la demanda del público.

## Adaptación cinematográfica
A principios de 2012 se anunció que existía un interés profesional en una producción cinematográfica de la trilogía de Cincuenta sombras. Warner Bros., Columbia Pictures, Paramount Pictures, Universal Pictures, así como la compañía de Mark Wahlberg pusieron todas las licitaciones para obtener los derechos de la novela, finalmente Universal Pictures y Focus Features obtuvieron los derechos de la trilogía, en marzo de 2012. La autora E. L. James pidió mantener un cierto control durante el proceso creativo de la película. Los productores de The social network, Mike De Luca y Dana Brunetti, firmaron un contrato para producir la película, después de haber sido elegidos por E. L. James. El escritor de American Psycho, Bret Easton Ellis, expresó públicamente su deseo de escribir el guion de la película.
El 2 de septiembre de 2013 la autora reveló a través de su cuenta de Twitter oficial quiénes serían los protagonistas en la gran pantalla: Dakota Johnson como Anastasia Steele y Charlie Hunnam como Christian Grey, pero el 24 de octubre de ese mismo año se anunció que el actor norirlandés Jamie Dornan encarnaría el papel de Christian Grey. Otros actores que se han incorporado al elenco son: Luke Grimes como Elliot Grey (el hermano adoptivo de Christian), Eloise Mumford como Katherine "Kate" Kavanagh (mejor amiga y compañera de departamento de Ana) Victor Rasuk como José Rodríguez (fotógrafo y amigo de Ana), Jennifer Ehle como Carla Wilkes, madre de Anastasia. La cual al principio solo era un rumor, pero ella misma lo confirmó, Max Martini como Jason Taylor, guardaespaldas de Christian.